# Magdalena Sánchez
Magdalena Sánchez (sinh Puerto Cabello, Carabobo, Venezuela 09 Tháng 4 1915; mất ở Caracas, ngày 18 tháng 8 năm 2005) là một ca sĩ Venezuela, hay còn được gọi là Nữ hoàng của bài hát Venezuela.